# Ein Jahr nach morgen
Ein Jahr nach morgen ist ein deutscher Fernsehfilm von Aelrun Goette aus dem Jahr 2012. 
Vor einem Jahr hat die 16-jährige Luca mit dem Jagdgewehr ihres Vaters zwei Menschen erschossen. Ihre Eltern, die Familie eines Opfers und Lucas Freund versuchen, mit der Tat fertigzuwerden.

## Handlung
Die 16-jährige Luca hat mit dem Jagdgewehr ihres Vaters zwei Menschen bei einem Amoklauf erschossen. Ein Jahr nach der Tat steht sie vor Gericht. Ihre Mutter hadert mit sich selbst und ihrer Rolle als Mutter. Lucas ehemaliger Freund Julius ist wütend auf Luca, seinen Vater, die Schule, allgemein die Welt der Erwachsenen, die die Jugendlichen nach seiner Ansicht zum Hass treiben. Die Familie der erschossenen Lehrerin Anna Nagel kommt nur schwer über den Verlust der Mutter hinweg.

## Hintergrund
Ein Jahr nach morgen erlebte seine Fernseh-Erstausstrahlung am 21. September 2012 auf Arte. Erneut wurde er im Rahmen der ARD-Reihe Filmmittwoch im Ersten am 27. September 2012 im Ersten und außerdem am 22. November 2012 in 3sat ausgestrahlt.

## Kritiken
„Dieser Kompass erlaubt ihr, ihre Art Filme zu schreiben und zu drehen, so unerschrocken wie kaum jemand sonst in Deutschland, die Schauspieler auf ihre Weise zu führen, ihre Arbeit bei den Sendern zu verteidigen. Er hilft ihr, hineinzugehen in menschliche Abgründe, die für sie das Spannendste überhaupt sind. Heraus kommt dann so etwas wie ihr neuer Film ‚Ein Jahr nach morgen‘.“

„Der Arte-Film ‚Ein Jahr nach morgen‘ ist nicht der erste, aber einer der besten Fernsehfilme über Amokläufe an Schulen. [...] Es ist interessant, dass alle diese Filme, so unterschiedlich sie ihre Schwerpunkte setzen, sich doch dem gleichen Stilmittel des elliptischen Erzählens bedienen. Die dramaturgische und filmische Montage, die souverän über die Zeitläufe verfügt und zugleich Aussparungen nicht etwa verdeckt, sondern geradezu hervorhebt, passen zu der allgemeinen Ratlosigkeit einer Gesellschaft, die den vermeintlich sinnlosen Gewaltexzessen nur fassungslos gegenübertreten kann.“

„[Der Film] ‚Ein Jahr nach morgen‘ schwelgt im Ungefähren. So viele betäubte Gesichter, so viele lange
müde Blicke. Es gibt in diesem Film eine Dramaturgie des Schauens unter Narkose. Das ist das prägende Stilmittel, das Regisseurin Aelrun Goette verwendet, um die Not- und Seelenlage ihrer Figuren darzustellen, und es offenbart den ästhetischen, vor allem aber den intellektuellen Notstand dieses sehr ambitionierten Dramas.“

## Auszeichnungen
Ein Jahr nach morgen gewann den Günter-Rohrbach-Filmpreis 2012 und wurde von den Mitgliedern der Deutschen Akademie der Darstellenden Künste für die Wettbewerbe des Fernsehfilm-Festivals Baden-Baden 2012 nominiert.